# Selected Memories from the Haunted Ballroom
Selected Memories from the Haunted Ballroom è il primo album in studio del musicista britannico The Caretaker, pubblicato nel 1999 dalla V/Vm Test Records.

## Descrizione
Alla fine degli anni novanta, Kirby iniziò a registrare come V/Vm, pubblicando album noise campionati da canzoni pop. Aspetti controversi, come le preoccupazioni sul diritto d'autore e le registrazioni dell'alimentazione dei maiali, erano una parte importante dell'alias. L'alias è stato prolifico, pubblicando in vinile e CD in numeri limitati.
Nel 1999, ispirato dalla scena della sala da ballo infestata del film horror Shining, Kirby ha pubblicato Selected Memories from the Haunted Ballroom. Contrariamente ad altre pubblicazioni, era sotto lo pseudonimo di The Caretaker, che prende il nome da uno dei personaggi del film. In esso vengono manipolate tracce di canzoni degli anni venti, nello specifico vengono rallentate delle registrazioni di big band, per creare un'atmosfera hauntologica.

## Tracce
- Engagements

1. The Haunted Ballroom – 3:44
2. By the Seaside – 4:00
3. One Thousand Memories – 1:25
4. Haunting Me – 3:48
5. A Summer Romance – 3:05
6. Den of Iniquity – 2:45
7. Dream Waltz – 3:29
8. A Handful of Stars – 3:34
9. Request Dance – 5:09
10. In The Dark – 3:02
11. Reckless Night – 3:02

- Interval

1. Thronged with Ghosts – 3:48
2. From Out of Nowhere – 3:45
3. Friends Past Reunited – 2:00
4. You and the Night – 3:12
5. Moonlight Seranade – 2:34
6. Disillusioned – 2:41
7. The Revolving Bandstand – 0:47
8. Garden of Weeds – 3:06
9. "Excuse Me" for Ladies – 0:59
10. In Days of Old – 2:14
11. September 1939 – 1:57
12. Thanks – 3:25
13. The Haunted Ballroom – 3:20
14. Untitled – 3:29